# Kroktjärnen (Enångers socken, Hälsingland, 682364-156405)
Kroktjärnen är en sjö i Hudiksvalls kommun i Hälsingland och ingår i Nianån-Norralaåns kustområde.